# NGFR
NGFR (англ. Nerve growth factor receptor) – білок, який кодується однойменним геном, розташованим у людей на короткому плечі 17-ї хромосоми. Довжина поліпептидного ланцюга білка становить 427 амінокислот, а молекулярна маса — 45 183.
| 10         |  | 20         |  | 30         |  | 40         |  | 50         |
| ---------- |  | ---------- |  | ---------- |  | ---------- |  | ---------- |
| MGAGATGRAM |  | DGPRLLLLLL |  | LGVSLGGAKE |  | ACPTGLYTHS |  | GECCKACNLG |
| EGVAQPCGAN |  | QTVCEPCLDS |  | VTFSDVVSAT |  | EPCKPCTECV |  | GLQSMSAPCV |
| EADDAVCRCA |  | YGYYQDETTG |  | RCEACRVCEA |  | GSGLVFSCQD |  | KQNTVCEECP |
| DGTYSDEANH |  | VDPCLPCTVC |  | EDTERQLREC |  | TRWADAECEE |  | IPGRWITRST |
| PPEGSDSTAP |  | STQEPEAPPE |  | QDLIASTVAG |  | VVTTVMGSSQ |  | PVVTRGTTDN |
| LIPVYCSILA |  | AVVVGLVAYI |  | AFKRWNSCKQ |  | NKQGANSRPV |  | NQTPPPEGEK |
| LHSDSGISVD |  | SQSLHDQQPH |  | TQTASGQALK |  | GDGGLYSSLP |  | PAKREEVEKL |
| LNGSAGDTWR |  | HLAGELGYQP |  | EHIDSFTHEA |  | CPVRALLASW |  | ATQDSATLDA |
| LLAALRRIQR |  | ADLVESLCSE |  | STATSPV    |  |            |  |            |

A: Аланін

C: Цистеїн

D: Аспарагінова кислота

E: Глутамінова кислота

F: Фенілаланін

G: Гліцин

H: Гістидин

I: Ізолейцин

K: Лізин

L: Лейцин

M: Метіонін

N: Аспарагін

P: Пролін

Q: Глутамін

R: Аргінін

S: Серин

T: Треонін

V: Валін

W: Триптофан

Кодований геном білок за функціями належить до рецепторів, білків розвитку, фосфопротеїнів. 
Задіяний у таких біологічних процесах, як апоптоз, біологічні ритми, диференціація клітин, нейрогенез, альтернативний сплайсинг. 
Локалізований у мембрані.